# Coat of Arms
Coat of Arms (с англ. — «Герб») — пятый студийный альбом шведской пауэр-метал-группы Sabaton, вышедший 21 мая 2010 года.

## Список композиций
| №   | Название | Длительность |
| --- | --- | ------------ |
| 1.  | «Coat of Arms» (Песня об Итало-греческой войне)                                                                  | 3:35         |
| 2.  | «Midway» (Песня о битве за Мидуэй)                                                                               | 2:29         |
| 3.  | «Uprising» (Песня, посвященная Варшавскому восстанию 1944 г.)                                                    | 4:55         |
| 4.  | «Screaming Eagles» (Песня об участии 101-й американской дивизии в Бастонском сражении)                           | 4:07         |
| 5.  | «The Final Solution» (Песня об окончательном решении еврейского вопроса)                                         | 4:56         |
| 6.  | «Aces in Exile» (Песня о пилотах-добровольцах в битве за Британию)                                               | 4:22         |
| 7.  | «Saboteurs» (Песня о героях операции «Ганнерсайд», целью которой был срыв производства ядерного оружия Германии) | 3:15         |
| 8.  | «Wehrmacht» (Песня о военной машине нацистской Германии и армейской пропаганде)                                  | 4:14         |
| 9.  | «White Death» (Песня, посвященная Симо Хяюхя, финскому снайперу-герою)                                           | 4:10         |
| 10. | «Metal Ripper» (Песня-трибьют хэви-металу)                                                                       | 3:52         |

## Места в чартах
| Хит-парад (2010)             | Место |
| ---------------------------- | ----- |
| Хит-парад альбомов Венгрии   | 9     |
| Хит-парад альбомов Швеции    | 2     |
| Хит-парад альбомов Польши    | 9     |
| Хит-парад альбомов Финляндии | 17    |
| Хит-парад альбомов Австралии | 71    |
| Хит-парад альбомов Швейцарии | 33    |
| Хит-парад альбомов Германии  | 19    |
| Хит-парад альбомов Греции    | 10    |

## Участники записи
- Йоаким Броден — вокал, композитор
- Оскар Монтелиус — гитара
- Рикард Сунден — гитара
- Даниель Мюр — клавишные
- Пэр Сундстрём — бас-гитара
- Даниель Муллбак — ударные